# Pont de las Delicias
Pour les articles homonymes, voir Delicias.
Le pont de las Delicias est un pont de Séville (Andalousie, Espagne).

## Situation
En partant du nord de la ville, il est le neuvième et avant-dernier pont à enjamber la darse du Guadalquivir qui traverse Séville du nord au sud. Il se trouve juste en amont du port fluvial.
Il part de la rive gauche, dans le quartier de las Palmeras, en prolongeant l'Avenida del Cardenal Bueno Monreal. Il atteint la rive droite au sud du quartier de Los Remedios et rejoint l'Avenida Juan Pablo II.

## Histoire
Imaginé par les ingénieurs Leonardo Férnandez Troyano et Javier Manterola Armisen dans le cadre de la préparation de l'Exposition universelle de 1992, il a été construit entre 1988 et 1990 par Dragados y Construcciones SA afin de remplacer le Pont Alphonse XIII, datant de 1929 et devenu obsolète. Le club nautique de la ville étant situé juste en amont, il fallait un pont basculant permettant le passage des navires.
Il doit son nom à la proximité de l'Avenue et du Parc de las Delicias, sur la rive gauche du fleuve.

## Construction
Le Pont de las Delicias est en fait composé de deux ponts parallèles et indépendants appuyés sur des piles communes. La partie centrale de chaque pont, qui mesure 42 m, bascule. Les tabliers latéraux mesurent chacun 33 m. Les piles contiennent le mécanisme hydraulique permettant l'ouverture séparée des deux tabliers. Le pont amont est un pont routier à 6 voies (trois dans chaque sens), possédant également deux trottoirs et deux pistes cyclables. Le pont aval (qui n'est actuellement plus utilisé et reste ouvert en permanence) est un pont ferroviaire, à l'usage des trains de marchandises du port fluvial.

### Sources et bibliographie
- (es) http://puentesevilla.iespana.es/, « Puente de las Delicias » (consulté le 19 décembre 2007)